# Дор (округ)
Округ Дор (англ. Door County) располагается в штате Висконсин, США. Официально образован в 1851 году. По состоянию на 2010 год, численность населения составляла 27 785 человека.

## География
По данным Бюро переписи США, общая площадь округа равняется 6138,306 км2, из которых 1248,381 км2 суша и 1888,000 км2 или 79,700 % это водоёмы.

### Соседние округа
- Кевони (юг)
- Браун (юго-восток за заливом Грин-Бей; границы по воде, а не по суше)
- Оконто (к юго-западу за заливом Грин-Бей)
- Маринетт (северо-запад за заливом Грин-Бей)
- Меномини, Мичиган (северо-запад за заливом Грин-Бей)
- Делта, Мичиган (север мимо прохода Рок-Айленда)

## Население
По данным переписи населения 2000 года в округе проживает 27 961 жителей в составе 11 828 домашних хозяйств и 7 995 семей. Плотность населения составляет 22,00 человека на км2. На территории округа насчитывается 19 587 жилых строений, при плотности застройки около 16,00-ти строений на км2. Расовый состав населения: белые — 97,84 %, афроамериканцы — 0,19 %, коренные американцы (индейцы) — 0,65 %, азиаты — 0,29 %, гавайцы — 0,01 %, представители других рас — 0,33 %, представители двух или более рас — 0,69 %. Испаноязычные составляли 0,95 % населения независимо от расы.
В составе 26,90 % из общего числа домашних хозяйств проживают дети в возрасте до 18 лет, 58,10 % домашних хозяйств представляют собой супружеские пары проживающие вместе, 6,50 % домашних хозяйств представляют собой одиноких женщин без супруга, 32,40 % домашних хозяйств не имеют отношения к семьям, 28,10 % домашних хозяйств состоят из одного человека, 12,70 % домашних хозяйств состоят из престарелых (65 лет и старше), проживающих в одиночестве. Средний размер домашнего хозяйства составляет 2,33 человека, и средний размер семьи 2,84 человека.
Возрастной состав округа: 22,10 % моложе 18 лет, 6,10 % от 18 до 24, 25,40 % от 25 до 44, 27,70 % от 45 до 64 и 27,70 % от 65 и старше. Средний возраст жителя округа 43 лет. На каждые 100 женщин приходится 97,10 мужчин. На каждые 100 женщин старше 18 лет приходится 94,50 мужчин.

## Климат
| Климатограмма Округ Дор                         | Климатограмма Округ Дор | Климатограмма Округ Дор | Климатограмма Округ Дор | Климатограмма Округ Дор | Климатограмма Округ Дор | Климатограмма Округ Дор | Климатограмма Округ Дор | Климатограмма Округ Дор | Климатограмма Округ Дор | Климатограмма Округ Дор | Климатограмма Округ Дор |
| ----------------------------------------------- | ----------------------- | ----------------------- | ----------------------- | ----------------------- | ----------------------- | ----------------------- | ----------------------- | ----------------------- | ----------------------- | ----------------------- | ----------------------- |
| Я                                               | Ф                       | М                       | А                       | М                       | И                       | И                       | А                       | С                       | О                       | Н                       | Д                       |
| 57 −6 −8                                        | 54 −8 −15               | 60 1 −4                 | 129 9 −2                | 93 13 3                 | 85 18 9                 | 97 21 12                | 78 20 15                | 87 19 12                | 129 11 3                | 85 7 1                  | 65 −2                   |
| Температура в °C • Сумма осадков в мм Источник: |                         |                         |                         |                         |                         |                         |                         |                         |                         |                         |                         |